# Kellé
Kellé – miasto w północno-wschodnim Kongu, w departamencie Cuvette-Ouest. Według danych na rok 2007 liczyło 6 298 mieszkańców.